# Generalitat de Catalunya

Wapen van de Generalitat de Catalunya

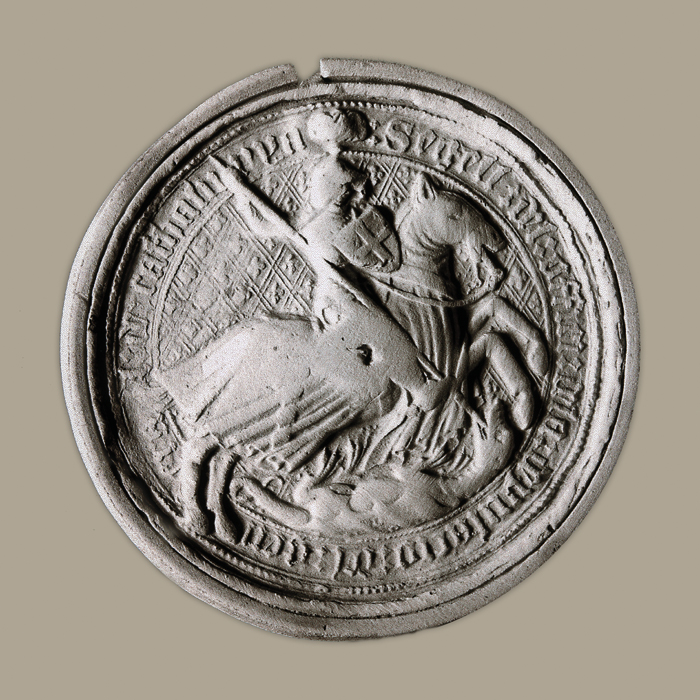
Historisch zegel uit de 15de eeuw

De Generalitat de Catalunya (Nederlands: Generaliteit van Catalonië) is de regering en de administratie van de autonome regio Catalonië binnen het Spaanse koninkrijk. De instelling die in de loop der tijden zeer geëvolueerd is, heeft wortels tot in de dertiende eeuw.

## Geschiedenis
De naam Generalitat stamt af van een middeleeuws instituut dat over het vorstendom Catalonië regeerde ten tijde van de Kroon van Aragón. Vanaf de dertiende eeuw kwamen de staten-generaal Lo General regelmatig samen om de belastingen vast te leggen. Een bestuursorgaan met de naam Generalitat of Diputació del General werd in 1358/1359 in het leven geroepen. Toen werd door de Catalaanse Corts, gehouden in Barcelona, Vilafranca en Cervera, besloten dat er een permanente vertegenwoordiging moest komen van de Corts Catalanes. Tijdens de Staten van 1359 werd Berenguer de Cruïlles verkozen als eerste president. Vanaf 1362 na de Staten-Generaal van Montsó werd de Generalitat een permanente administratieve instelling. De term heeft dezelfde oorsprong als de Nederlandse woorden Generaliteit en Staten-Generaal, als de overkoepelende bestuursorganisatie boven de lokale besturen, in het Catalaans lo particular of de Staten-Provinciaal.
Tijdens de Catalaanse Burgeroorlog van 1462 tot 1472 komt de Diputació tegenover Johan II van Aragón te staan. Hij en zijn zoon en opvolger Ferdinand II van Aragón wist de macht van de monarchie opnieuw te vergroten ten koste van de Catalaanse zelfstandigheid. Ferdinand hervormde de Diputació echter ook om de corruptie en fraude die door de bestaande oligarchie was ontstaan uit de weg te ruimen.
In de loop van de 15e eeuw werd de Generalitat steeds meer door de monarchie gebruikt om belastingen te heffen en te innen en politieke controle uit te oefenen. Zo komt de Inquisitie onder de Diputació te vallen. Het ingrijpen van de monarchie hielp om de misstanden in de financiële huishouding van Catalonië op te lossen en het belastingstelsel te saneren.
In de 16e eeuw riep de koning de Corts nauwelijks nog bijeen, onder Karel V (1516-1556) gebeurde dat nog eens in de vijf jaar. Aan het einde van de 16e eeuw werden er Juntes de Braços (statenvergaderingen) gehouden waaraan steeds meer mensen deelnamen. De volksvertegenwoordiging was plotseling veel groter maar ook wanordelijker.
De Diputació bestond eind 16e eeuw uit drie gedeputeerden, drie toehoorders en een voorzitter. De administratie van de Diputació was inmiddels volledig gestructureerd en maakte gebruik van een netwerk dat meer dan 200 gemeenten besloeg en waarvoor honderden belastinginspecteurs en -inners werkten. Deze administratie was gevestigd in het Casa de la Diputació in Barcelona.
In de zestiende eeuw is Spanje een wereldmacht. Inkomsten vloeien binnen vanuit de koloniën in Amerika. De monarchie is veel minder afhankelijk van de inkomsten uit belastingen in Spanje zelf en dus ook van de Catalaanse belastingen. Het belang van de Diputació als orgaan dat zorgt voor het innen van belastingen wordt veel minder. De monarchie probeerde daarentegen wel steeds meer grip te krijgen op de Generalitat als instrument om Catalonië te kunnen besturen, iets waartegen de lokale bestuurders zich verzetten.
In de 16e en 17e eeuw Spanje voert een oorlog op vele fronten hetgeen tot een economische en sociale crisis leidt.In 1640 ontaardt het conflict tussen Catalanen en de monarchie en ontstond er opnieuw een burgeroorlog die duurde tot ca. 1652. De monarchie kwam als overwinnaar tevoorschijn en de Diputació moest aan macht inboeten.
Het Huis Bourbon zorgde voor een splitsing in vier provinciale Diputacións voor het prinsdom Catalonië: Barcelona, Tarragona, Lleida en Girona. Maar na de afkondiging van de Decretos de Nueva Planta in 1714 door Filips V werd de Generalitat afgeschaft. Volgens de politieke constellatie werden daarna diverse pogingen gedaan om de Generalitat opnieuw op te richten. Sindsdien werd het herstellen van de voormalige rechten het belangrijkste strijdpunt van de Catalaanse beweging. Een eerste was de Junta Superior de Govern del Principat de Catalunya (1808-1812) tijdens de Spaanse Onafhankelijkheidsoorlog.  Een tweede was de Mancomunitat onder het Koninkrijk Spanje (1874-1931) die van 1914 tot 1925 regeerde.
De tegenwoordige Catalaanse Generalitat vindt deels zijn oorsprong in de hervorming door Enric Prat de la Riba  die de vier Diputacións weer verenigde tot een regerend orgaan, dat van de Mancomunitat (Gemeenschap). Het ontstaan van de Mancomunitat was een gevolg van een groeiende zelfstandigheidbeweging in Catalonië in de 19e en 20e eeuw.
De autonome regering van Catalonië krijgt tussen 1918 en 1939 langzaam vorm, weliswaar onderbroken door de dictatuur van Primo de Rivera.
Tijdens de Tweede Republiek kreeg de Generalitat van Catalonië op 18 oktober 1931 opnieuw rechtspersoonlijkheid onder de naam "Generalitat de Catalunya", met als eerste moderne president Francesc Macià. In 1938 werd de Generalitat, bij het binnenvallen van de franquistische troepen in Barcelona, door Franco afgeschaft. Het zou echter pas in 1939 in ballingschap gaan.
Vanaf 1939 werd elke vorm van autonomie door het Francoregime onderdrukt. Alle regionale instellingen werden afgeschaft en ging de Catalaanse regering in ballingschap. In 1940 werd de eerste verkozen president van de republikeinse Generalitat, Lluís Companys i Jover in Frankrijk door de Gestapo aangehouden en aan Spanje uitgeleverd waar hij na een schertsproces voor een militaire rechtbank aan de rand van een massagraf in het Kasteel van Montjuïc gefusilleerd werd.

## De hedendaagse Generalitat
Toen Franco in 1975 overleed en de overgang naar het huidig democratisch systeem zich realiseerde, kwam de laatste president, Josep Tarradellas i Joan, in 1977 uit ballingschap terug. Pas eind 1977, na de eerste democratische Spaanse verkiezingen, werd de autonome regering hersteld. Op 29 september werd Josep Tarradellas, president van de Generalitat in ballingschap sinds 1954, opnieuw officieel aangeduid als president van de Generalitat. Op 17 oktober 1977 werd Tarradellas officieel herbenoemd en zou hij gedurende 3 jaar, tot de eerste Catalaanse autonome verkiezingen, een regering van nationale eenheid vormen, die onder andere de taak kreeg een nieuw autonomiestatuut te redigeren. Volgens artikel 68 en volgende van de Spaanse grondwet van het huidige Statuut van Autonomie van Catalonië bestaat de Generalitat uit het Catalaanse Parlement, een president (la Presidència de la Generalitat) en een uitvoerende raad of regering (el Consell Executiu o Govern). Tijdens de 23 jaar van zijn mandaat speelde Jordi Pujol i Soley, de eerste democratisch verkozen president na de dictatuur, een belangrijke rol in de wederopbouw van de Catalaanse instellingen.
Het gekozen parlement (135 zetels) is het wetgevend orgaan van de autonome regio. De president en de regering vormen gezamenlijk de uitvoerende macht en worden door het parlement gekozen. In de regeerperiode 2012-2016 telt de Generalitat, naast het departement van de president en de vicepresident, 11 departementen (ministeries). De in 2010 voor het eerst gekozen president van de Generalitat, Artur Mas i Gavarró, is de 129e president van Catalonië.
De uitvoerende macht van de Generalitat zetelt in het Palau de la Generalitat aan de Plaça Sant Jaume in Barcelona. Het parlement van Catalonië staat in het Parc de la Ciutadella. 

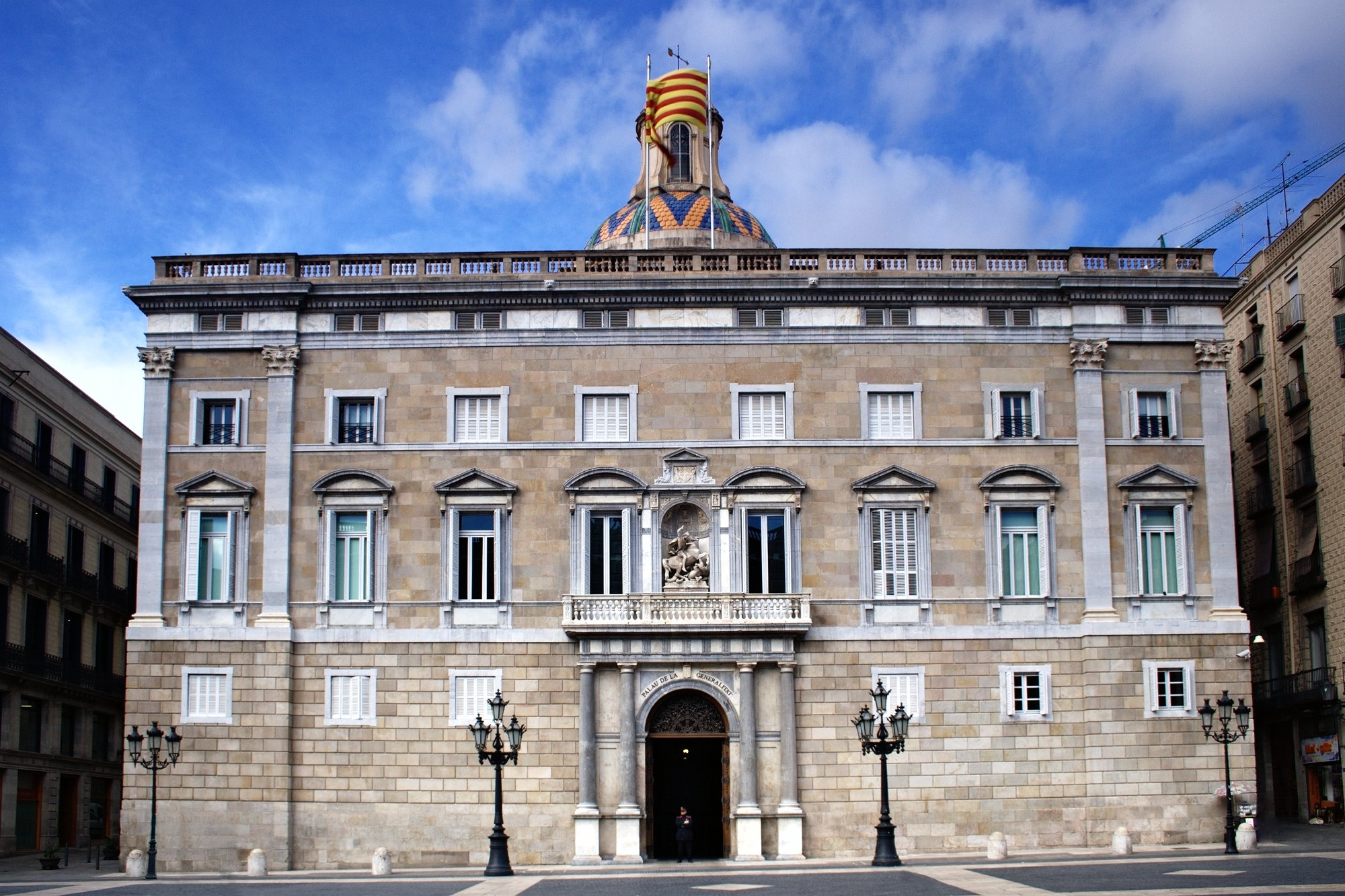
Palau de la Generalitat de Catalunya
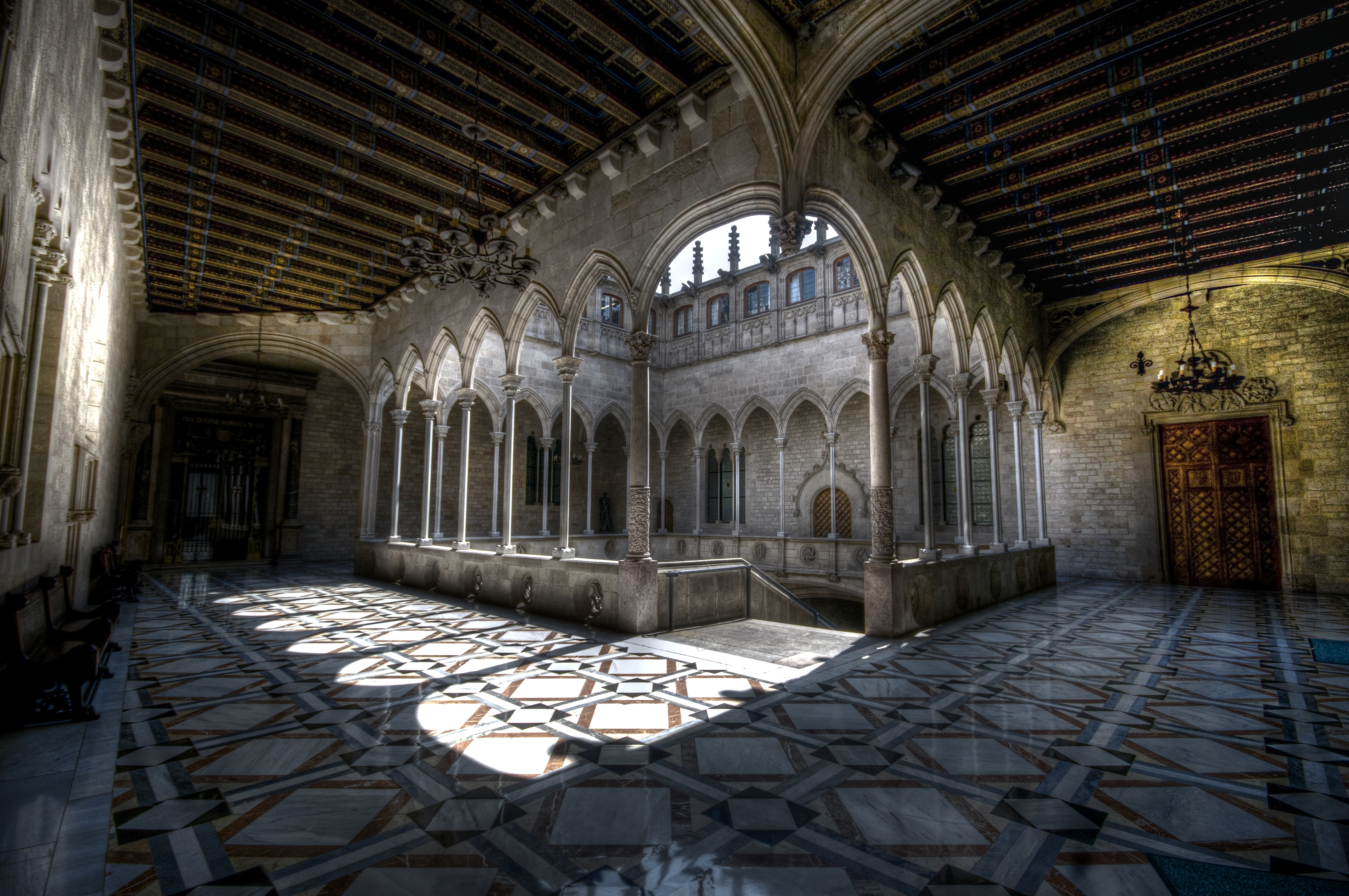
Binnenzicht
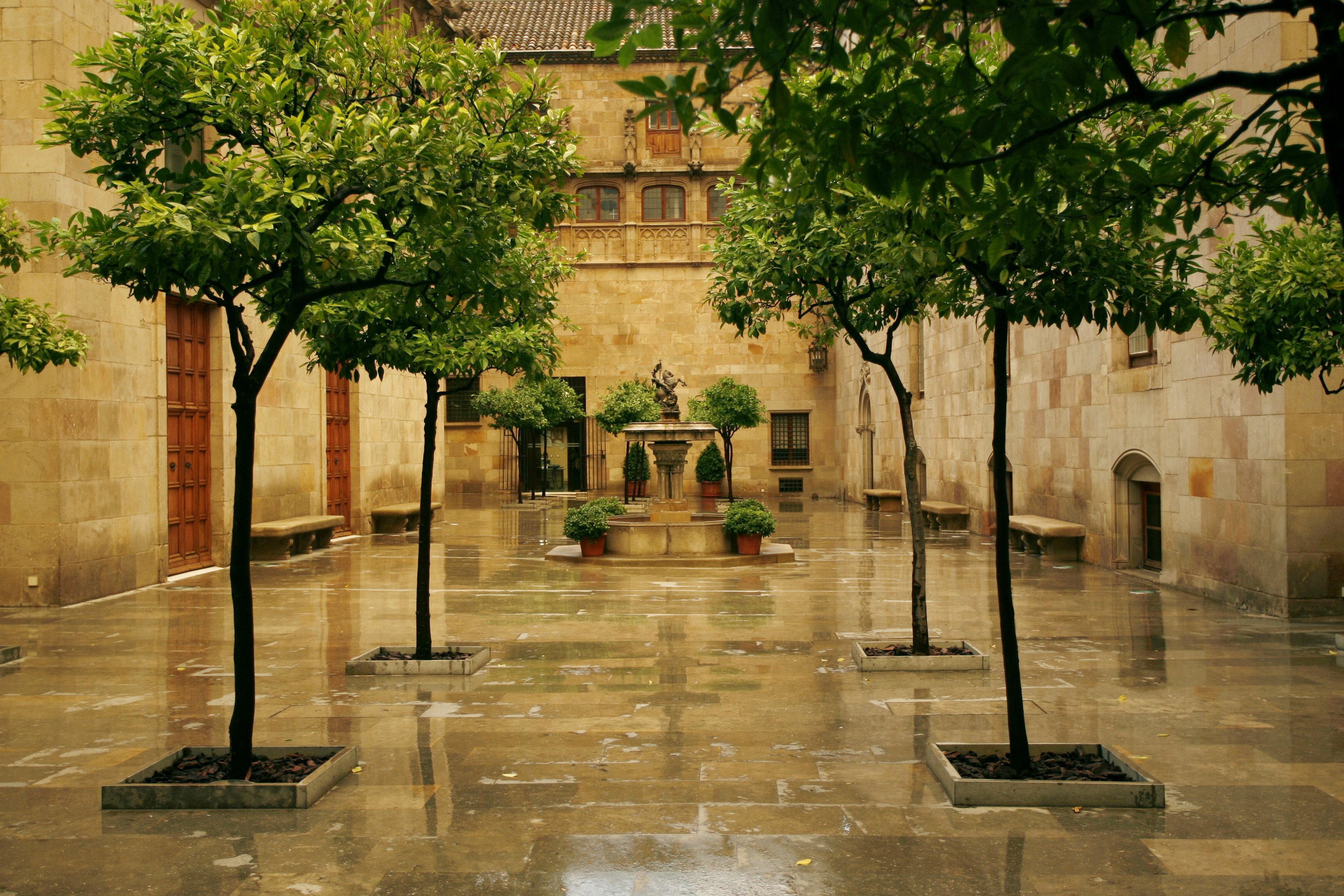
Pati dels Tarongers

### Hedendaagse presidenten van de Generalitat
Tweede Spaanse Republiek
- 123. 1931-1933: Francesc Macià i Llussà (ERC)
- 123. 1933-1939: Lluís Companys i Jover (ERC)

in ballingschap
- 123. 1939-1940: Lluís Companys i Jover (ERC)
- 124. 1940-1954: Josep Irla i Bosch (ERC)
- 125. 1954-1977: Josep Tarradellas i Joan (ERC)

tijdens de Spaanse democratische overgang
- 125. 1977-1980: Josep Tarradellas i Joan (ERC)

door het parlement verkozen
- 126. 1980-2003: Jordi Pujol i Soley (CiU)
- 127. 2003-2006: Pasqual Maragall i Mira (PSC)
- 128. 2006-2010: José Montilla i Aguilera (PSC)
- 129. 2010-2016: Artur Mas i Gavarró (CiU)
- 130. 2016-2017: Carles Puigdemont i Casamajó (JxS)

vacant 2017-2018
- 131. 2018-2020: Joaquim Torra i Pla (JuntsxCat)
- 132. 2021-2024: Pere Aragonès i Garcia (ERC)
- 133. 2024- Salvador Illa (PSC)

```
Voor een volledige lijst vanaf 1359 zie: 
Lijst van presidenten van de Generalitat de Catalunya
```